# 暗红鼠尾草
暗红鼠尾草（学名：Salvia atrorubra）为唇形科鼠尾草属下的一个种。

## 扩展阅读
- 維基物種上的相關：暗红鼠尾草